# 潘敬
潘敬（1887年—？年），字伯，又字惠隱，又字臣止，號惠庵。廣東省廣州府南海縣人，法國政法大學校畢業，法政科進士。

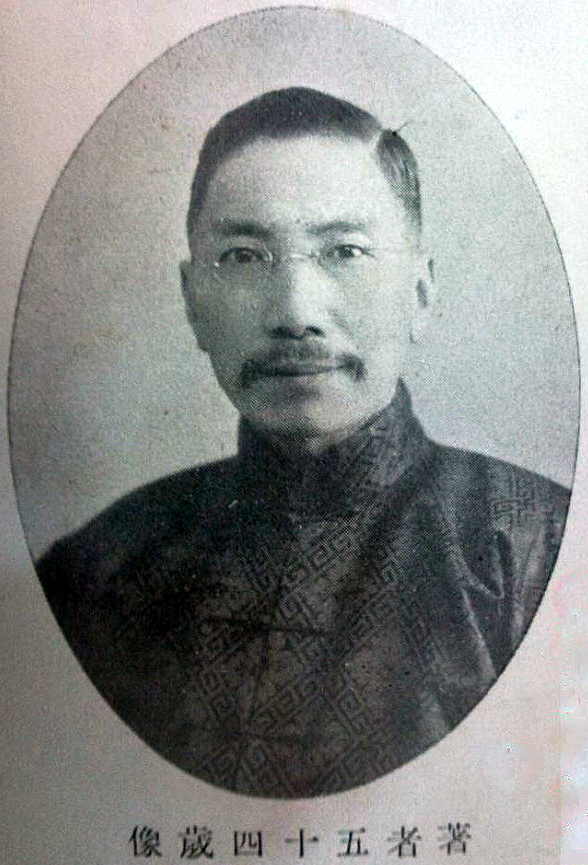
四十五歲像

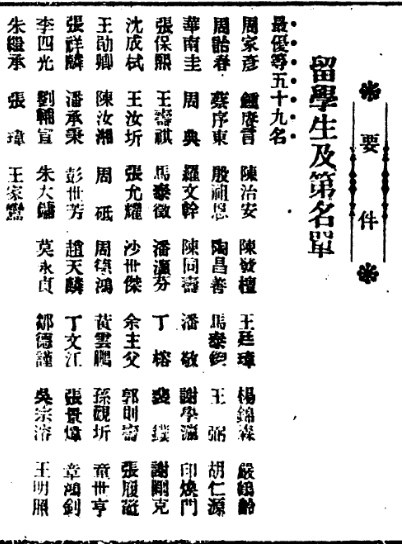

- 父潘譽孚，配室王氏，子潘保銀。

## 生平[4]
- 京師大學堂師範館学生，旋公費赴法國政法大學校留學。
- 宣統三年（1911年）九月，經學部驗看考試，得86分[5]，列最優等，賞給法政科進士。[6]
- 歸國後，長期任職於財政部。
  - 民國元年（1912年）3月20日，派財政部參事[7]。
  - 民國元年（1912年）5月20日，派財政部辦事[8]。
  - 民國元年（1912年）11月10日，任財政部編纂[9]。
  - 民國2年（1913年）4月7日，派充駐外財政員助理員[10]。
  - 民國5年（1916年）8月9日，派財政討論會會員[11]。
  - 民國5年（1916年）9月15日，兼財政部秘書上行走[12]。
  - 民國9年（1920年）8月26日，派財政部秘書上辦事[13]。
  - 民國9年（1920年）11月3日，署財政部編纂[14]。
  - 民國11年（1922年）10月17日，任財政部編纂[15]。
  - 民國16年（1927年）2月21日，升用財政部保本部簡任[16]。
- 曾任京師大學堂教授。
- 日據時期曾擔任偽職。晚年居佛山，廣東省文史館顧問、佛山市政協委員，參與編撰南海縣誌。1965年還在世。著有《惠庵詩稿》《樵山雜著》等。